# Márton Gulyás
Pour les articles homonymes, voir Gulyás.
Dans le nom hongrois Gulyás Márton, le nom de famille précède le prénom, mais cet article utilise l’ordre habituel en français Márton Gulyás, où le prénom précède le nom.
Márton Gulyás, né en 1986 à Budapest, est un artiste et militant politique hongrois. Il est le fils du réalisateur de films et de documentaires Gyula Gulyás. Formé à l'université d'art dramatique et cinématographique (SZFE), il est le directeur opérationnel de Krétakör, un centre d'art contemporain,. Depuis août 2015, il diffuse des vidéos politiques sur sa chaîne YouTube Slejm qui s'inspire du Daily Show.

## Biographie

### Manifestations contre la fermeture de l'Université d'Europe centrale
En avril 2017, Márton Gulyás participe à une manifestation soutenant l'université d'Europe centrale, créée à l'initiative de George Soros, laquelle risque alors d'être fermée à la suite d'une loi votée par les députés Fidesz. Lors de cette manifestation, Márton Gulyás et Gergő Varga sont brutalement arrêtés et accusés d'avoir jeté de la peinture orange, couleur du Fidesz, sur les murs du Palais Sándor. Ils passent trois jours en garde à vue et Márton Gulyás est condamné à 300 heures de travail d'intérêt général,.
Alors que le mouvement contre la fermeture de l'Université d'Europe centrale prend de l'ampleur, Márton Gulyás est l'objet d'une tentative de déstabilisation par des médias pro-gouvernementaux, qui l'accusent d'avoir visité des sites de rencontres homosexuels sur internet et d'être un « déviant »,,. Il gagne finalement son procès en septembre 2017 contre Origo et Ripost pour « atteinte à la vie privée ».
Márton Gulyás est aussi opposé aux modifications électorales de 2012 et 2013 qui favorisent le Fidesz. Il crée en avril 2017 un mouvement électoral dont l'objet est de « défaire l'État-Fidesz » en coalisant tous les partis d'opposition autour d'une modification de la Loi fondamentale de la Hongrie. Il le baptiste « Mouvement Pays commun » (Közös ország mozgalom).
Devant le manque d'engagement des partis d'opposition traditionnels contre le gouvernement Orbán, Gulyás devient l'un des meneurs de la contestation,,. Il est aussi impliqué dans la lutte contre la politique anti-réfugiés du gouvernement.